# Ngô Thiến
Ngô Thiến (tiếng Trung: 吴倩; bính âm: Wú Qiàn, sinh ngày 26 tháng 9 năm 1992) là một nữ diễn viên người Trung Quốc. Cô tốt nghiệp Đại học Vũ Hán chuyên ngành diễn xuất năm 2010 và được biết đến khi đảm nhiệm vai diễn "Tiểu Mặc Sênh" trong Bên nhau trọn đời phiên bản truyền hình.

## Tiểu sử
Ngô Thiến sinh ra tại Hồ Bắc, Trung Quốc, trong một gia đình công nhân.
Năm 2010, cô thi đậu vào Đại học Vũ Hán khoa nghệ thuật và tốt nghiệp vào năm 2014.

## Sự nghiệp
- Năm 2011, cô tham gia cuộc thi hoa hậu Hồ Bắc và đạt được giải thưởng "Người đẹp ăn ảnh nhất".[3][4][5]
- Năm 2012, tham gia "Ta vì hoa hậu giảng đường cuồng" và giành giải thưởng "Được khán giả yêu thích nhất".
- Năm 2013, Ngô Thiến tham gia quay các bộ phim Hỏa Tuyến Anh Hùng, Tùy Đường Anh Hùng 4, Lộc Đỉnh ký. Cùng năm,cô tham gia chương trình "SuperStar Trung Quốc" trên đài Hồ Bắc.
- Năm 2014, cô tham gia quay các bộ phim Bên nhau trọn đời, Bích Huyết Thư Hương Mộng.
- Năm 2015, Ngô Thiến tham gia quay các bộ phim "Mật Mã Màu Da Cam", "Cẩm Y Dạ Hành", "Vừa Đi Vừa Trân Trọng", "Đại Tiên Nha Môn", "Bạn Trai Vi Diệu Của Tôi". Tháng 9 cùng năm, cô tham gia làm khách mời cố định chương trình "Mạo Hiểm Cùng Bear".
- Tháng 1/2016, cô tham gia bộ phim điện ảnh "Yêu Em Từ Cái Nhìn Đầu Tiên" cùng Angelababy và Tỉnh Bách Nhiên. Tháng 3, tại Seoul, Hàn Quốc, Ngô Thiến nhận vai chính và quay bộ phim điện ảnh "Tôi Yêu Miêu Nhân Tinh" hợp tác cùng EXO Sehun. Tháng 5, cô đóng vai phụ trong bộ phim "Thượng Cổ Tình Ca". Đến tháng 6, cô tham gia bộ phim "Trạch Thiên Ký".
- Tháng 3/2017, Ngô Thiến đóng vai chính trong phim "Thịnh Đường Huyễn Dạ" hợp tác cùng Trịnh Nghiệp Thành. Tháng 6 cùng năm, cô hợp tác với Hoàng Tử Thao trong bộ phim thần tượng Ngôi sao sáng nhất bầu trời đêm.
- Tháng 3/2018, cô đóng vai chính trong bộ phim thanh xuân Anh chỉ thích em vai nữ chính Triệu Kiều Nhất.
- Năm 2019, Ngô Thiến đóng vai chính trong bộ phim thanh xuân thần tượng Lê hấp đường phèn vai nữ chính Đường Tuyết hợp tác cùng Trương Tân Thành.

## Đời tư
Ngày 15/3/2021, nam diễn viên Trương Vũ Kiếm chính thức đăng Weibo thừa nhận đã đăng ký kết hôn với Ngô Thiến và có với nhau 1 cô con gái.
Ngày 14/2/2022, Ngô Thiến và Trương Vũ Kiếm đăng Weibo xác nhận đã ly hôn.

## Tác phẩm

### Truyền hình
| Năm  | Tên phim                                         | Nhân vật             | Bạn diễn                       | Số tập | Ghi chú                        |
| 2000 | Bao Công Sinh Tử Kiếp                            | Thù Quyên            |                                | 21 tập |                                |
| 2014 | Tùy Đường Anh Hùng 4                             | Chu Thiến Thiến      |                                | 63 tập |                                |
| 2014 | Hỏa Tuyến Anh Hùng                               | Mễ Nguyên Nguyên     |                                | 31 tập |                                |
| 2014 | Thiếu Niên Thần Thám Địch Nhân Kiệt              | Đồng Mộng Hi         |                                | 40 tập | Khách mời                      |
| 2014 | Lộc Đỉnh Ký                                      | Mộc Kiếm Bình        |                                | 50 tập |                                |
| 2015 | Bên Nhau Trọn Đời                                | Triệu Mặc Sênh (trẻ) | La Vân Hi                      | 36 tập | 32 tập chính và 4 tập đặc biệt |
| 2015 | Mật Mã Màu Da Cam                                | Hà Như Nhân          |                                | 53 tập | Khách mời (Vụ án 06)           |
| 2015 | Bích Huyết Thư Hương Mộng                        | Tuyên Mẫn Nguyệt     |                                | 47 tập |                                |
| 2015 | Vừa Đi Vừa Quý Trọng                             | Triệu Văn Lệ         |                                | 38 tập |                                |
| 2016 | Bạn Trai Vi Diệu Của Tôi                         | Điền Tịnh Thực       | Kim Tae Hwan                   | 28 tập | Vai chính                      |
| 2016 | Đại Tiên Nha Môn                                 | Ngu Tiểu Thúy        | Vương Truyền Quân, Trần Dịch   | 40 tập | Vai chính                      |
| 2017 | Trạch Thiên Ký                                   | Bạch Lạc Hành        |                                | 52 tập |                                |
| 2017 | Thượng Cổ Tình Ca                                | Diệc Ly              |                                | 54 tập |                                |
| 2018 | Như Ý Truyện                                     | Điền Vân Giác        |                                | 87 tập |                                |
| 2018 | Thịnh Đường Huyễn Dạ                             | Diệp Viễn An         | Trịnh Nghiệp Thành             | 50 tập | Vai chính                      |
| 2019 | Ngôi Sao Sáng Nhất Bầu Trời Đêm                  | Dương Chân Chân      | Hoàng Tử Thao                  | 44 tập | Vai chính                      |
| 2019 | Anh Chỉ Thích Em                                 | Triệu Kiều Nhất      | Trương Vũ Kiếm                 | 35 tập | Vai chính                      |
| 2020 | Lê Hấp Đường Phèn                                | Đường Tuyết          | Trương Tân Thành               | 40 tập | Vai chính                      |
| 2020 | Hải Đăng Đen/ Cán Cân Công Lý                    | Kiều Nặc/ Kiều Nhã   | Dương Lặc                      | 30 tập | Vai chính                      |
| 2021 | Thế Giới Này Không Dựa Vào Sắc Đẹp               | Đào Tiểu Đĩnh        | Trương Lỗ Nhất                 | 45 tập | Vai chính                      |
| 2021 | 8090                                             | Diệp Tiểu Muội       | Bạch Kính Đình                 | 39 tập | Vai chính                      |
| 2021 | Lý Tưởng Chiếu Rọi Trung Quốc                    | Tống Tỷ              |                                | 40 tập |                                |
| 2021 | Em Là Niềm Kiêu Hãnh Của Anh                     | Trần Tuyết           |                                | 32 tập | Khách mời đặc biệt             |
| 2021 | Thời Đại Mới Của Chúng Ta: Phương Pháp Hạnh Phúc | Liễu Thạch Lan       | Trương Vân Long                | 48 tập | Diễn xuất trong các tập 25-32  |
| 2022 | Yêu Đương Đi, Mùa Hè/ Hạ Thiên Khi Yêu           | Hạ Thiên             | Tần Tuấn Kiệt, Dương Bình Trác | 26 tập | Vai chính                      |
| 2022 | Người Theo Đuổi Ánh Sáng/ Truy Quang Giả         | Triển Nhan           | La Vân Hi                      | 40 tập | Vai chính                      |
| 2023 | Đi Đến Nơi Có Gió                                | Trần Nam Tinh        |                                | 40 tập | Khách mời                      |
| 2023 | Ba Phần Hoang Dã/ Trao Em Thế Giới Lý Tưởng      | Hướng Viên           | Trương Bân Bân                 | 32 tập | Vai chính                      |
| 2023 | Cửu Nghĩa Nhân                                   | Mạnh Uyển            | Lý Giai Hàng                   | 12 tập | Vai chính                      |
| TBA  | Sáu Chị Em                                       | Hà Gia Hoan          |                                | 40 tập | Vai chính                      |
| TBA  | Cẩm Y Dạ Hành                                    | Đường Tái Nhi        |                                |        | Quay năm 2015                  |

### Điện ảnh
| Năm  | Tên phim                    | Nhân vật       | Bạn diễn | Ghi chú       |
| 2016 | Yêu Em Từ Cái Nhìn Đầu Tiên | Hiểu Linh      |          |               |
| 2021 | Tôi Yêu Miêu Tinh Nhân      | Miêu Tiểu Uyển | Oh Sehun | Quay năm 2016 |
| 2022 | Nhân Sinh Đại Sự            | Hy Hy          |          |               |
| TBA  | Tuế Thực Ký                 |                |          | Quay năm 2019 |

### Phim ngắn
| Năm  | Tên phim          | Nhân vật        | Ghi chú |
| 2012 | Thệ Bất Đầu Đề    | Trương Anh Tử   |         |
| 2013 | Đàm Hoa Lâm       | Phương Hiểu Lâm |         |
| 2014 | Hòa Tước Hoa Khai | Lý Thiến        |         |

## Chương trình

### Cố định
| Thời gian             | Kênh           | Chương trình            | Tập số  | Ghi chú |
| 7/7/2013 - 28/7/2013  | Hồ Bắc TV      | Super star Trung Quốc   | 1-4     | T-girl  |
| 16/10/2015 - 8/1/2016 | Đông Phương TV | Mạo hiểm cùng Bear      | Toàn bộ |         |
| 17/4/2023 - 16/6/2023 | Mango TV       | Tỷ Tỷ Đạp Gió Rẽ Sóng 4 | 1-3     |         |

### Khách mời
| Năm  | Thời gian  | Kênh           | Chương trình                      | Ghi chú           |
| 2012 | 6 tháng 5  | LETV           | Ta vì hoa hậu giảng đường cuồng 2 |                   |
| 2012 | 27 tháng 9 | Giang Tô TV    | Nhất trạm đáo để                  |                   |
| 2013 | 24 tháng 1 | Giang Tô TV    | Nhất trạm đáo để                  |                   |
| 2013 | 27 tháng 9 | Giang Tô TV    | Nhất trạm đáo để                  |                   |
| 2015 | 10 tháng 4 | Hồ Nam TV      | Thiên thiên hướng thượng          |                   |
| 2016 | 15 tháng 1 | IQIYI          | Đại bái đối vương bài 1           |                   |
| 2016 | 6 tháng 3  | Chiết Giang TV | Ai là đại ca thần                 |                   |
| 2016 | 17 tháng 4 | An Huy TV      | Siêu cấp đại thủ ánh              |                   |
| 2016 | 13 tháng 5 | Thâm Quyến TV  | Niên đại tú                       |                   |
| 2016 | 8 tháng 10 | Hồ Nam TV      | Khoái lạc đại bản doanh           | Tuyên truyền phim |
| 2023 | 5 tháng 5  | Mango TV       | Xin Chào Thứ 7                    |                   |

## Âm nhạc

### OST
| Năm  | Ca khúc          | Phim                     | Ghi chú |
| 2016 | Lừa Gạt Bản Thân | Bạn Trai Vi Diệu Của Tôi |         |
| 2018 | Mộ Tuyết Lạnh    | Thịnh Đường Huyễn Dạ     |         |

### Tham diễn
| Năm  | Ca sĩ           | Ca khúc             | Ghi chú     |
| 2015 | Quang Lương     | Thiên Cấm Quyết     | MV nữ chính |
| 2015 | Lộc Hàm         | Lời Hứa             | MV nữ chính |
| 2017 | Châu Hưng Triết | Nếu Như Sau Cơn Mưa | MV nữ chính |
| 2018 | Ngô Thiến       | Quân Cảng Chi Dạ    |             |

## Tác phẩm khác

### Bìa sách
| Tác phẩm           | Tác giả         |
| Tạm biệt lục la    | Nhiêu Tuyết Mạn |
| Tước ban           | Nhiêu Tuyết Mạn |
| Nhược tức nhược li | Nhiêu Tuyết Mạn |
| Hãy hít thở sâu 1  | Lưu Tiểu Niệm   |
| Hãy hít thở sâu 2  | Lưu Tiểu Niệm   |
| Luyến nhân vị mãn  | Mộc Tiểu Huyền  |

## Giải thưởng
| Năm  | Lễ trao giải                                        | Giải thưởng                          | Tác phẩm                          | Kết quả   |
| 2013 | Liên hoan phim ngắn châu Á lần 1                    | Diễn viên mới xuất sắc nhất          | Đàm Hoa Lâm                       | Đoạt giải |
| 2014 | Liên hoan phim ngắn hoa ngữ lần 1                   | Nữ chính tốt nhất                    | Hòa Tước Hoa Khai                 | Đề cử     |
| 2015 | Quốc kịch thịnh điển 2015                           | Nữ diễn viên mới được yêu thích nhất | Bên Nhau Trọn Đời                 | Đề cử     |
| 2016 | Lễ trao giải Tinh Quang của Đằng Tấn                | Nghệ sĩ trẻ xu thế                   | Bạn Trai Vi Diệu Của Tôi          | Đoạt giải |
| 2016 | Lễ trao giải Kim Cốt Đóa                            | Diễn viên truyền hình mạng tốt nhất  | Bạn Trai Vi Diệu Của Tôi          | Đoạt giải |
| 2016 | Lễ trao giải diễn viên truyền hình Trung Quốc lần 3 | Diễn viên ưu tú                      |                                   | Đoạt giải |
| 2017 | Lễ trao giải Tinh Quang của Đằng Tấn                | Nữ diễn viên đột phá                 | Trạch Thiên Ký, Thượng Cổ Tình Ca | Đoạt giải |
| 2018 | Tân Kinh báo quyền lực bảng                         | Nữ diễn viên tiềm lực của năm        |                                   | Đoạt giải |